# 春日神社 (海南市)
春日神社（かすがじんじゃ）は、和歌山県海南市にある神社である。

## 祭神
主祭神は天押帯日子命。

## 歴史
御祭神、天押帯日子命（上の宮）は、春日の朝臣の遠祖、彦國葺命（下の宮）の庶族がこの地に在住し、祖神として祀ったのがはじまりである。
1378年（永和4年）に山名義理が紀伊国守護となった折、新たに守護所となった大野城防衛のために築城したとされる春日山城跡の碑が社殿の西約80mの場所に建っている。